# Schloss Rodberg
Schloss Rodberg bezeichnet ein ehemaliges Sanatorium in Bad Berka. Es befindet sich in der Tannrodaer Straße in einem Waldgebiet an der Ilm. Das ursprüngliche Gebäude wurde 1885 auf der Harth gebaut. Nach dessen Abriss 1929 ging der Name auf das heutige Haus über, welches 1911 als Schloss Gutenberg errichtet wurde. Seit dem Jahr 2000 steht die Heilstätte leer und verfällt.

## Geschichte
Mit Einführung der gesetzlichen Krankenversicherung 1883 kamen auch nach Bad Berka viele Arbeiter, die nach Erholung suchten oder eine Kur durchführen wollten. So entwickelte sich 1885 das privat geführte Erholungsheim Schloss Rodberg auf der Harth. Es befand sich in unmittelbarer Nähe zur Sophienhöhe, einem 1860 erbauten Ausflugslokal. Schloss Rodberg umfasste damals zwei Gebäude, das Konversationshaus, in dem die Kuren durchgeführt wurden, und das Logierhaus zum Übernachten. Ein Zimmer kostete zwischen 5 und 18 Mark.
Der Gründer und Eigentümer Herr Petzold arbeitete mit dem Arzt Dr. Ernst Willrich zusammen, um aus seinem Haus eine Lungenheilanstalt zu machen. Zur Therapie von Tuberkulose wurden 1887/88 daher die sogenannten „Waldschlafstätten“ errichtet. Das waren 14 nach drei Seiten offene Hütten, in denen Patienten zur Luftkur teilweise auch über Nacht liegen konnten. Diese wurden bereits 1897 wieder abgerissen und stattdessen außerhalb der Stadt die Sophienheilstätte mit eigenen Liegehallen gegründet. Zwei Jahre später brannte Schloss Rodberg ab und wurde sofort wieder neu aufgebaut.
Ab 1908 mietete die Berliner Buchdruckerkrankenkasse die Villa Alice, um ihren Mitgliedern einen Aufenthalt in Berka zu ermöglichen. Aufgrund der steigenden Nachfrage wurde 1911 unterhalb der bestehenden Gebäude der Bau eines weiteren Erholungsheims begonnen. In Anlehnung an den Erfinder des Buchdrucks Johannes Gutenberg wurde dieses zunächst Schloss Gutenberg genannt. Gleichzeitig wurden auch die darüber liegenden Gästehäuser Sophienhöhe und Schloss Rodberg übernommen. Im selben Jahr erhielt die Stadt den Titel „Bad“ und am 14. Oktober feierte man Richtfest. Im April 1912 wurde das viergeschossige Haus, das über einen Mittelrisalit und zwei Ecktürme verfügt, eröffnet.

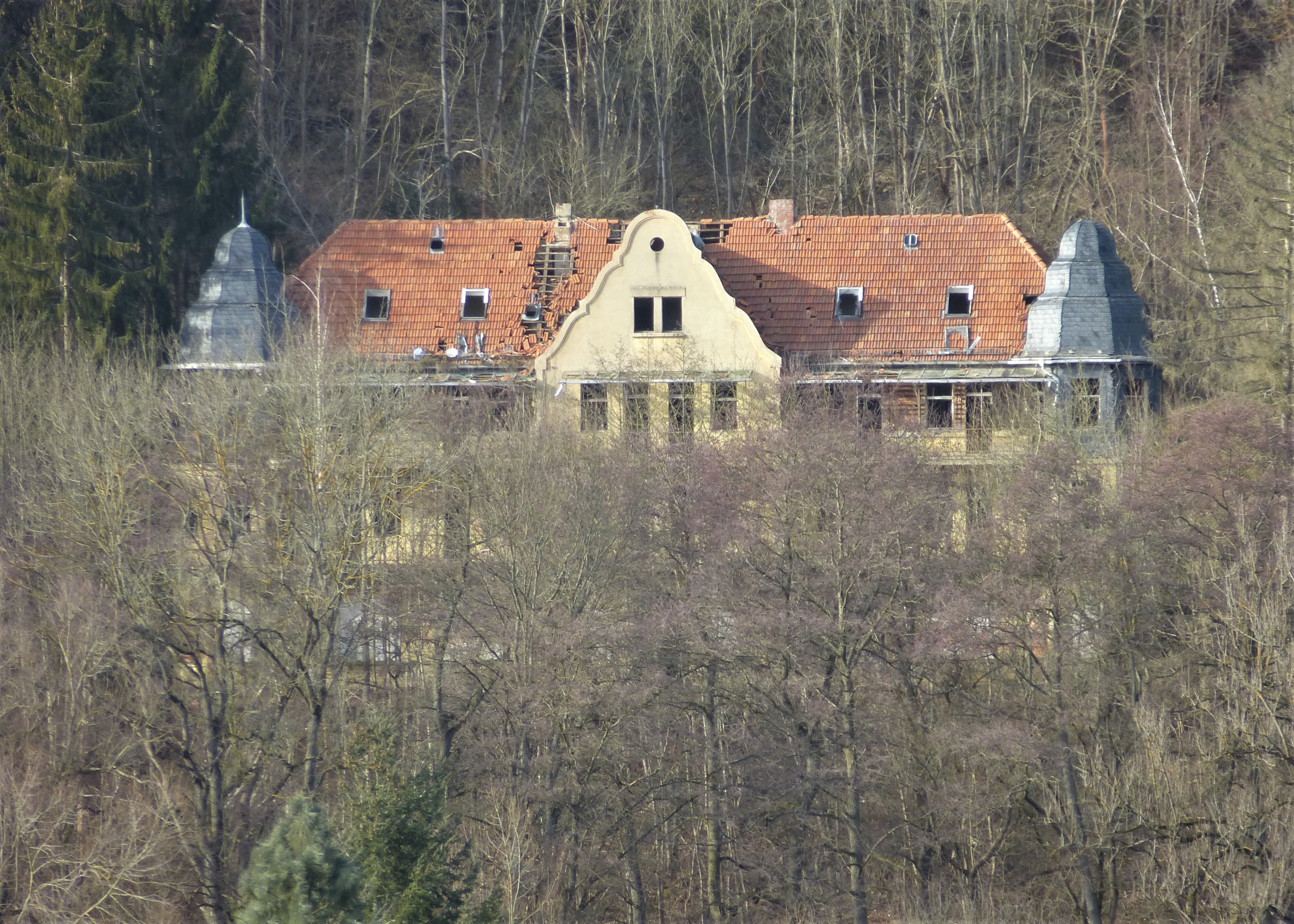
Ruine des heutigen Schlosses Rodberg, ehemals Schloss Gutenberg

Die LVA Sachsen-Anhalt kaufte nach dem Ersten Weltkrieg das Areal und brachte dort Invaliden unter. Aufgrund der maroden Bausubstanz ließ diese 1929 die Sophienhöhe und Schloss Rodberg abreißen. Der Name von letzterem ging nun auf das Schloss Gutenberg über. Während des Zweiten Weltkriegs war im Gebäude ein Lazarett eingerichtet. 1945 wurde es als Abteilung Heilstätte III der Sophienheilanstalt zugerechnet. Mit 50 Betten wurde Schloss Rodberg 1955 zur Abteilung für Umschulung der Zentralklinik Bad Berka. Ab 1974 war das Haus dann Wohnheim für Studenten der medizinischen Fachschule und Mitarbeiter der Zentralklinik. Nach Schließung der Fachschule 1992 stand das Gebäude zunächst leer. 1996 erfolgte ein Verkauf in private Hand und es wurde vermietet. Nachdem Schloss Rodberg 1999 noch dem Denkmalschutz unterstellt wurde, zogen die letzten Mieter im Jahr 2000 aus.
Verfall und Vandalismus führten im April 2015 zu einem Brand. Kurz danach soll es Verkaufsverhandlungen zwischen dem Eigentümer und einer Bürgerinitiative gegeben haben. Anfang 2021 ist Schloss Rodberg weiterhin verlassen.

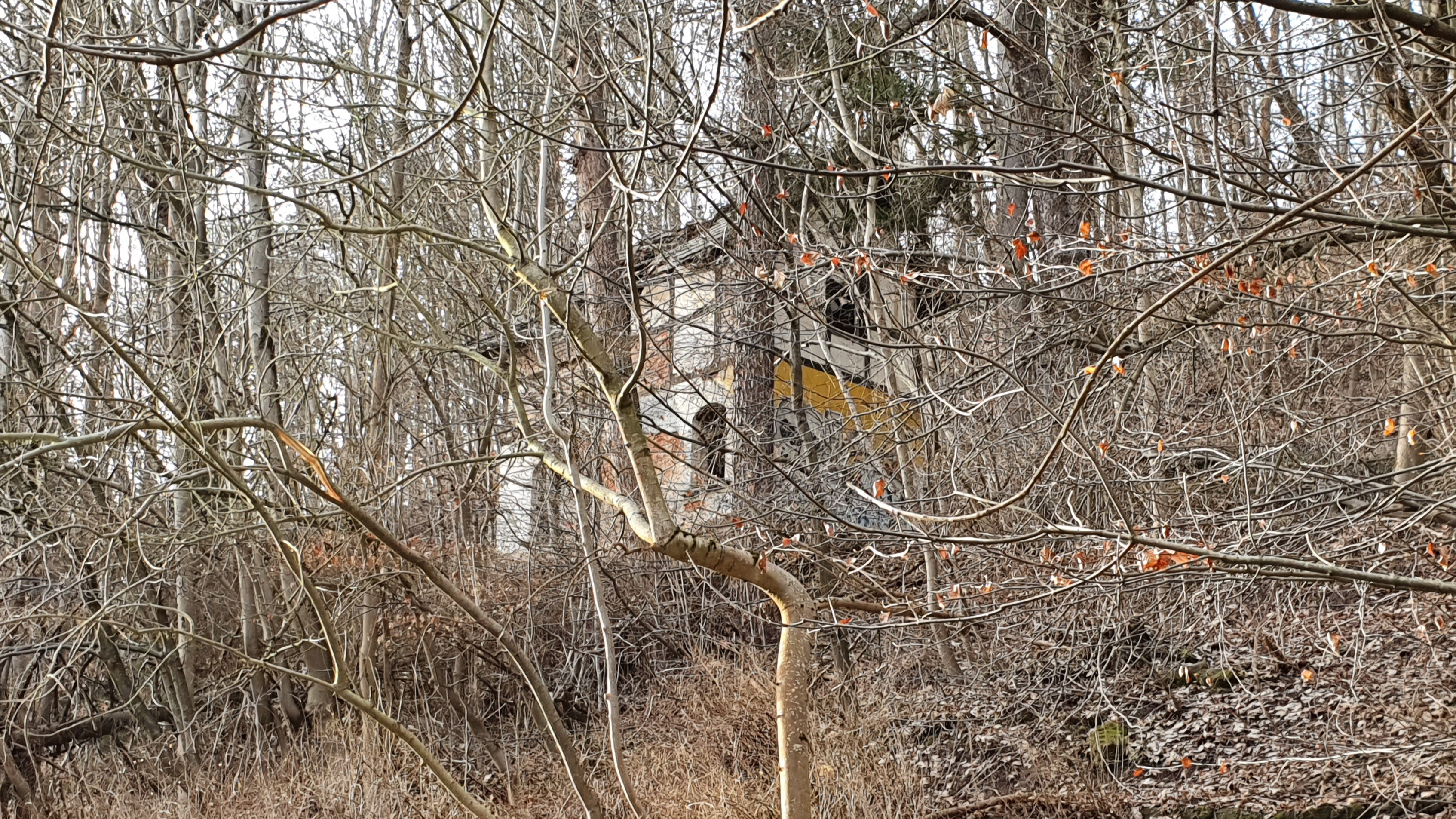
Verbliebenes Nebengebäude des ursprünglichen Schlosses Rodberg
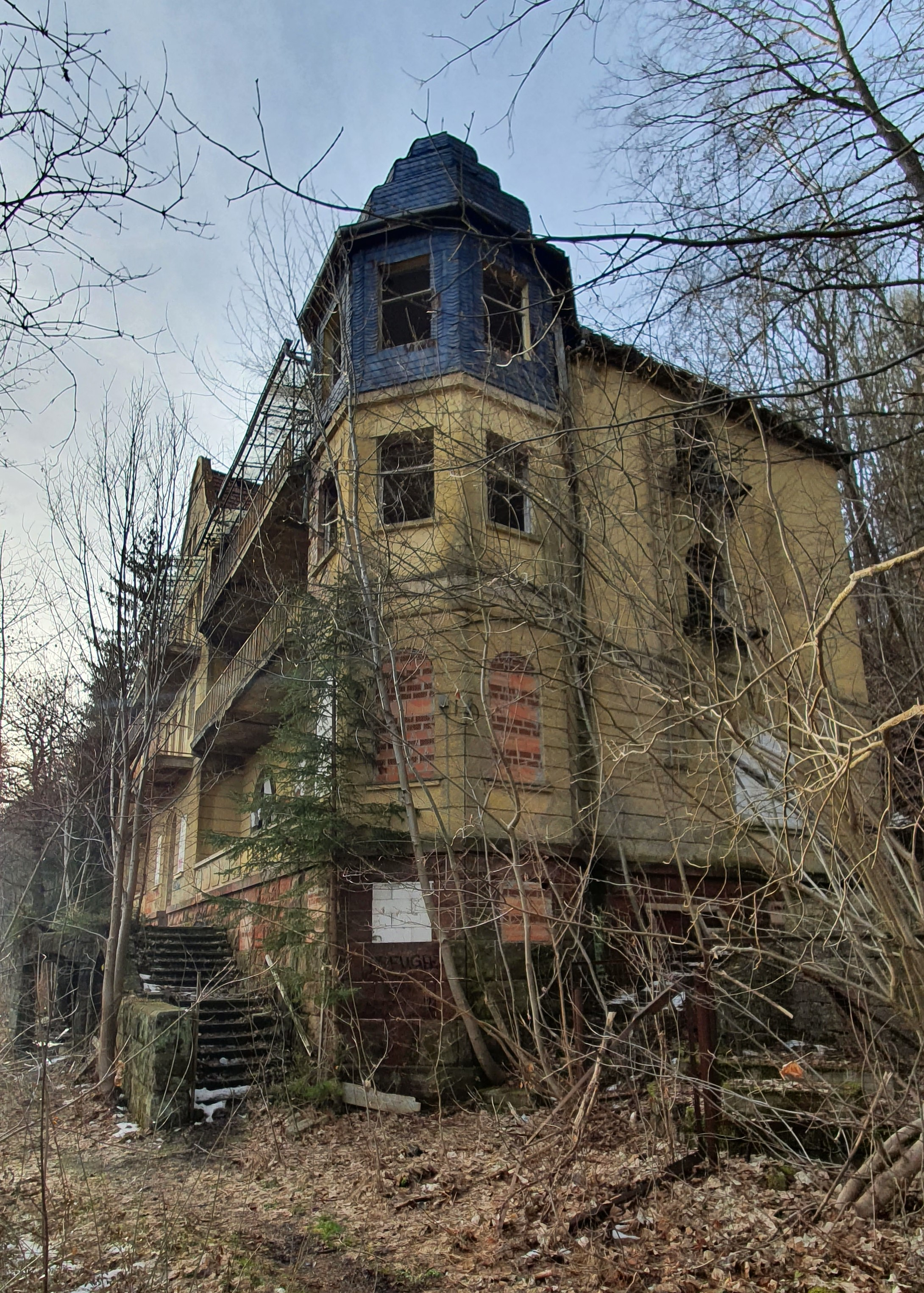
Ansicht von Osten
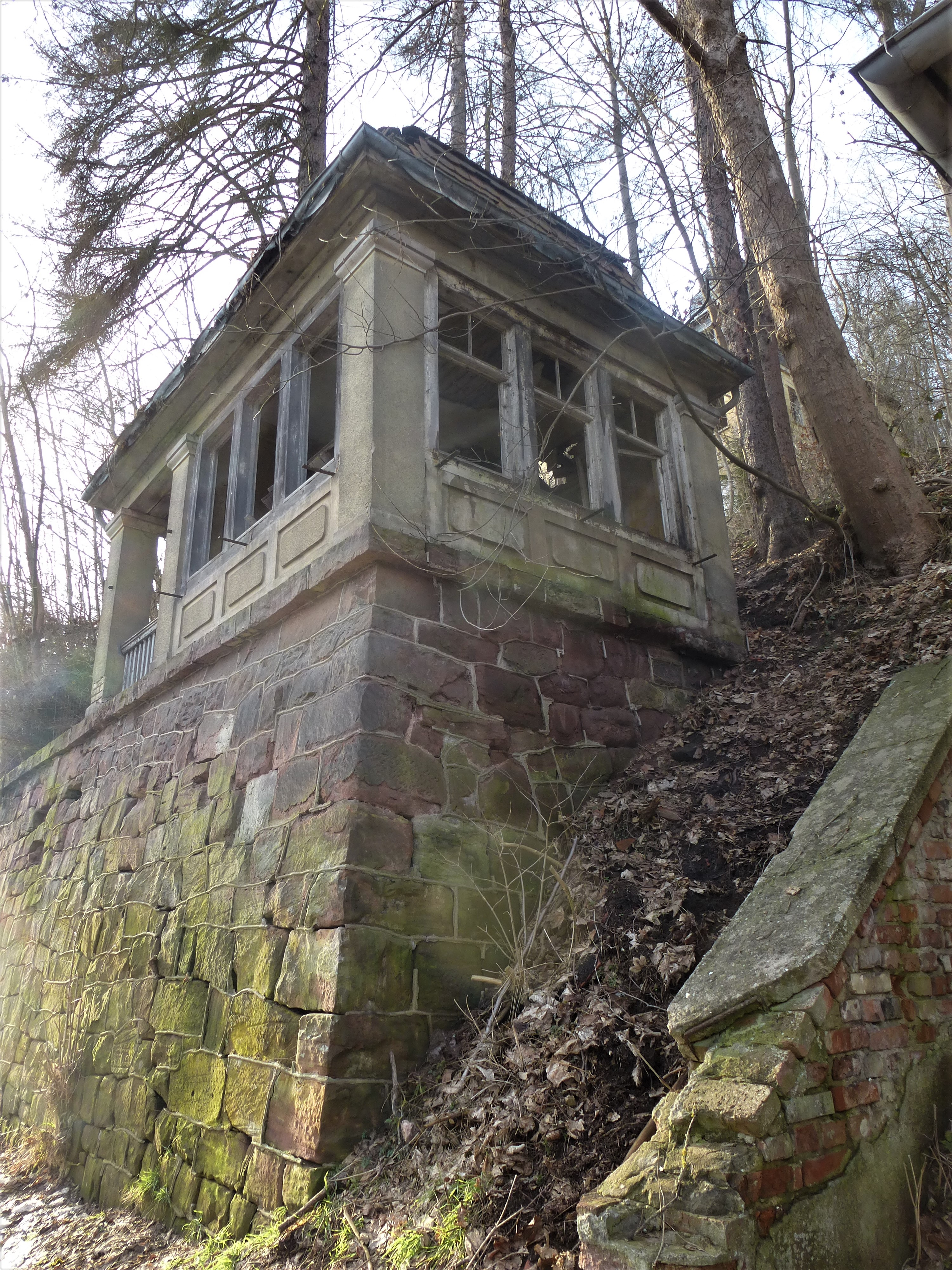
Gartenpavillon